# 小沢 (菊川市)
小沢（こざわ）は静岡県菊川市の大字。

## 地理
菊川市の東部、六郷地区の南東部に位置する。東で牧之原市東萩間、西で半済、南で神尾、北で牛渕と接する。

### 字一覧
50以上の字がある（2018年（平成30年）10月16日現在）。
- 赤ケ谷（あかがや）
- 初坂下（はつさかした）
- 樋ケ谷（といがや）
- 梅田ケ谷（うめだがや）
- 東田坂（ひがしたさか）
- 地獄沢（じごくざわ）
- 青柳田（あおやぎだ）
- 川原田（かわはらだ）
- 前田（まえだ）
- 東畑（ひがしばた）
- 薮岸（やぶぎし）
- 向山（むかいやま）
- 稲荷前（いなりまえ）
- 高畑（たかはた）
- 横杭（よこぐい）
- 北平（きただいら）
- 西ケ谷（にしがや）
- 川岸（かわぎし）
- 中屋敷（なかやしき）
- 上ノ畑（うえのはた）
- 中通（なかどおり）
- 山岸（やまぎし）
- 奥（おく）
- 新坂（しんさか）
- 新坂下（しんさかした）
- 坂下（さかした）
- 當田（あたりだ）
- 屋敷下（やしきした）
- 奥神田（おくかんだ）
- 正分ケ谷（しょうぶがや）
- 柿ノ木田（かきのきだ）
- 柳川原（やなぎかわら）
- 新野山（しんのやま）
- 小ザケ谷（こざがや）
- 大平（おおひら）
- 大欠（おおかけ）
- 高森沢（たかもりざわ）
- 臼切沢（うすきりざわ）
- 又木（またき）
- 向畑（むかいばた）
- 向田（むかいだ）
- 荒子（あらこ）
- 牛淵原（うしぶちばら）
- 花田（はなだ）
- 宮ノ前（みやのまえ）
- 天王森（てんのうもり）
- 西海戸前（にしかいとまえ）
- 大平原（おおひらばら）
- 北ノ谷（きたのや）
- 柳ケ谷（やなぎがや）
- 柳谷中尾（やなぎやなかお）
- 正之谷（しょうのや）
- 中原（なかはら）
- 大欠原（おおかけはら）
- 中尾原（なかおばら）

## 歴史

### 沿革
- 1889年（明治22年）4月1日 - 町村制の施行により、城東郡小沢村が周辺の村と合併し、城東郡六郷村となる[WEB 7]。旧村名は六郷村の大字として残る[WEB 8]。
- 1896年（明治29年）4月1日 - 郡制の施行により所属郡が小笠郡に変更。
- 1954年（昭和29年）1月1日 – 六郷村が堀之内町・内田村・横地村・加茂村と新設合併を行い、菊川町が発足する。
- 2005年（平成17年）1月17日 – 菊川町が小笠町と新設合併を行い、菊川市となる。

## 施設
- グリーンシステム牧之原

## 交通

### バス
- 菊川市コミュニティバスコース：（菊川市立総合病院 方面 - ）小沢入口（ - 布引原北公民館 方面）

### 道路
- 静岡県道244号大東菊川線

## その他

### 学区
小学校・中学校の学区は以下の通りである。
| 番・番地等             | 小学校                               | 中学校                               |
| ---------------------- | ------------------------------------ | ------------------------------------ |
| 全域（牧之原上を除く） | 菊川市立六郷小学校                   | 菊川市立菊川東中学校                 |
| 牧之原上               | 牧之原市菊川市学校組合立牧之原小学校 | 牧之原市菊川市学校組合立牧之原中学校 |

### 警察
警察の管轄区域は以下の通りである。
| 番・番地等 | 警察署     | 交番・駐在所 |
| ---------- | ---------- | ------------ |
| 全域       | 菊川警察署 | 菊川駅前交番 |

### WEB
1. ↑  “h02_22.csv”.   総務省 (2022年2月10日). 2025年7月14日閲覧。
2. ↑  “静岡県菊川市 (22224)”.   人文学オープンデータ共同利用センター. 2025年7月14日閲覧。
3. ↑  “静岡県 菊川市 小沢の郵便番号 - 日本郵便”.   日本郵便. 2025年7月14日閲覧。
4. ↑  “市外局番の一覧”.   総務省 (2022年3月1日). 2025年7月16日閲覧。
5. ↑  “事業所案内及び管轄地域（事務所3件、分室3件）”.   一般社団法人静岡県自動車会議所. 2025年7月14日閲覧。
6. ↑  “菊川市小字一覧 - 静岡県オープンデータ”.   静岡県 (2018年10月16日). 2025年7月14日閲覧。
7. ↑  “historyofcities.pdf”.   静岡県総務部合併推進室・財団法人静岡県市町村振興協会. 2025年7月14日閲覧。
8. ↑  “解説ページ”.   株式会社エア. 2025年7月14日閲覧。
9. ↑  “菊川市／通学区域一覧”.   菊川市 (2024年4月1日). 2025年7月14日閲覧。
10. ↑  “交番駐在所一覧表｜静岡県警察”.   静岡県警察 (2023年6月12日). 2025年7月14日閲覧。